# Доля поета
«Доля поета» — радянський художній фільм 1959 року, режисера Бориса Кімягарова за сценарієм Сатима Улуг-Зода, знятий на кіностудії «Таджикфільм». Прем'єра фільму відбулася в червні 1959 року в Душанбе. 28 вересня фільм показали в Москві.

## Сюжет
Фільм розповідає про долю славетного середньовічного перського поета Рудакі. Він творив при дворі еміра Насра II, який його підтримував. У цей період Рудакі покохав Нігіну — рабиню воєначальника Сахля бен Мансура. Сахль бен Мансур погодився віддати свою рабиню Рудакі, але після цього обдурив його і вбив Нігіну. Після смерті Насра II еміром став його син Нух, який наказав засліпити Рудакі. Однак Рудакі й далі писав вірші й диктував їх своїм учням.

## У ролях
- Марат Аріпов — Рудакі
- Нозукмо Шомансурова — Робія
- Махмуд Тахірі — Мадж
- Дільбар Касимова — Нігіна
- Софія Туйбаєва — Маліка
- Шамсі Джураєв — Емір Наср II
- Мухаммеджан Касимов — Сахль бен Мансур
- Анвар Тураєв — Шакурі
- Сталіна Азаматова — епізод

## Знімальна група
- Режисер — Борис Кімягаров
- Сценарист — Сатим Улуг-Заде
- Оператор — Микола Олоновський
- Композитор — Андрій Бабаєв
- Художники — Давід Ільябаєв, Йосип Шпінель